# Liste der Monuments historiques in Charmois-devant-Bruyères
Die Liste der Monuments historiques in Charmois-devant-Bruyères führt die Monuments historiques in der französischen Gemeinde Charmois-devant-Bruyères auf.

## Liste der Objekte
| Bezeichnung             | Beschreibung                                                             | Standort                             | Kennzeichnung | Schutzstatus | Datum | Bild |
| ----------------------- | ------------------------------------------------------------------------ | ------------------------------------ | ------------- | ------------ | ----- | ---- |
| Haupt- und Seitenaltäre | Holz, vergoldet; Hauptaltar zwischen 1760 und 1780, Seitenaltäre um 1800 | in der Kirche Ste-Gerbertrude (Lage) | PM88001294    | Inscrit      | 2008  |      |